# Араташен
Араташен (арм. Առատաշեն) — село в Армавирском марзе Армении. Находится в 19 км к юго-востоку от областного центра — города Армавир, и в 6 км к юго-западу от Эчмиадзина. Расположено на правом берегу реки Касах, на высоте 845 м над уровнем моря.

## История
Во время пребывания региона в составе царской России, село относилось к Эчмиадзинскому уезду Эриванской губернии. В селе располагалась ставка управления Эчмиадзинским уездом. Согласно «Гeогpaфичeско-стaтистичecкому cлoваpю Рoссийcкой Импepии» изданному в 1865 году, в селе на тот момент проживало 792 человека, имелось 142 двора и одна армянская церковь. В близлежащем населённом пункте, в деревне Тароник, согласно этому же изданию, находились останки земляной крепости

## Население
Согласно «Кавказскому календарю» за 1908 год, в селе Зейва проживают армяне в количестве 1256 человек.
Помимо прочих армян, живут потомки выходцев из Алашкерта и Салмаса
| Года        | 1831 | 1897 | 1926 | 1939 | 1959 | 1970 | 1979 | 2001 | 2004 | 2009 |
| Численность | 775  | 1262 | 773  | 813  | 1598 | 1885 | 2037 | 2823 | 2800 | 3010 |

## Экономика
Согласно «Государственному кадастровому комитету Армении», население села занимается животноводством, птицеводством, овощеводством, виноградарством и садоводством..

## Археологические раскопки
С 1999 по 2004 год на территории села велись археологические раскопки древнего поселения. В ходе работ было обследовано и вскрыто в общей сложности 270  м² площади села. В результате проведенных раскопок в Араташене были найдены артефакты относящиеся к 6500 году до нашей эры. Были обнаружены образцы каменной индустрии (более 21000 единиц), фрагменты керамики (3000 единиц), рога и орудия из кости (свыше 500 единиц), терочные плиты, ступки, куранты и песты. Каменная индустрия почти полностью обсидиановая, только 0,1 % изделий сделано из других материалов. Обнаруженные находки имеют параллели с находками в юго-восточном Закавказье и в северо-восточной Месопотамии. Особенно сходство между находками проявилось в технике строительства, инструментах для литья и костях. Найденная керамика больше всего схожа с находками из Куль Тепе в Нахичеване, а также с предметами найденными на севере Ближнего Востока, такими как нижние уровни Хаджи Фируз Тепе, в Далме Тепе и в Тильки Тепе. Более поздняя керамика найденная в Араташене, близка к культуре Сиони, и имеет особенности керамики свойственные Кура-Аракской культуре
В Араташене, помимо всех прочих находок, были обнаружены артефакты свидетельствующие о присутствии довольно ранней металлургии, восходящей к первой половине шестого тысячелетия до нашей эры. В неолитическом II слое раскопок Араташена, относящегося к началу шестого тысячелетия до нашей эры, было выявлено несколько фрагментов медных руд (малахит и азурит) и 57 медных бусинок. Рядом с Араташеном в Хатунарке, на уровне датированном первой половиной шестого тысячелетия до нашей эры, был обнаружен один фрагмент медной руды (малахит). Все эти находки, говорят о зарождении металлургии в Араратском регионе уже во время позднего неолита.